# Perchaude
Perca flavescens
Espèce
Statut de conservation UICN

 LC  : Préoccupation mineure
La perchaude (Perca flavescens) est une espèce de poissons dulcicoles appartenant à la famille des percidés. Ubiquitaire en Amérique du Nord, elle s'adapte bien à toutes sortes d'habitats : grands lacs, petits étangs ou rivières tranquilles.

## Migration
L’origine probable de ce percidé serait des populations venues de l’Asie du Nord-est et qui auraient envahi l'Amérique du Nord durant le Pléistocène. La perchaude et la perche, considérées comme des espèces distinctes, possèdent une morphologie et des modes de vie équivalents. Le seul caractère connu qui distingue morphologiquement Perca flavescens de Perca fluviatilis est l’os prédorsal, qui s’étend chez la perchaude entre la première et la deuxième épine dorsale alors qu’il est antérieur à la première épine dorsale chez la perche. La perchaude a été introduite dans de nombreux plans d’eau au Canada.

## Distribution
Ce poisson est abondant dans les lacs et cours d'eau du Canada et des États-Unis. Il aurait été introduit en Europe. La perchaude est originaire des régions sud du Canada, ainsi que du nord-est des États-Unis et du nord des Plaines de ce pays. Aujourd’hui, aux États-Unis, elle est répandue du Maine à la Floride, puis vers l’ouest jusqu’au nord du Missouri, à l’est du Kansas et le nord-ouest du Montana. De plus, elle a été introduite dans presque tous les  États situés à l’est et à l’ouest de sa distribution originale. Au Canada, l’espèce se trouve dans toutes les provinces : en Nouvelle-Écosse, au Nouveau-Brunswick, au Québec (de Baie-Comeau à la Baie James), en Ontario, dans le centre du Manitoba, en Saskatchewan, dans la région du Grand Lac des Esclaves, dans le Sud de l’Alberta et dans la région de Kootenay, Okanagan et Pend Oreille. La large répartition et diversité d’habitats de cette espèce reflètent sa grande adaptabilité écologique, un facteur important pour son élevage. Les perchaudes aiment les endroits dégagés des grands lacs, étangs, rivières à faible courant, aux eaux claires parsemées de végétation aquatique. À l’occasion on les retrouve dans les eaux saumâtres. C’est un poisson qui tolère la présence des métaux ce qui explique sa large distribution et son abondance dans les zones minières et fonderies du Canada.

## Identification
Les couleurs de la perchaude, dans son habitat naturel, permettent de la différencier hors de tout doute. Les bandes alternées, triangulaires sont uniques pour les poissons nord-américains. Elle a deux nageoires dorsales. La première est formée de rayons épineux et tranchants, tandis que la seconde est souple. Sa forme est plus élancée que les achigans ou les crapets, mais plus trapue que les dorés. Il est important de ne pas la confondre avec son homologue européenne, la perche commune. Bien qu'elle y ressemble beaucoup, sa taille est plus modeste.

## Nutrition
La perchaude se nourrit principalement d'insectes, de petits poissons (alevins), d'œufs et  de crustacés. Son alimentation varie beaucoup en fonction de sa taille.
Le brochet constitue l'un des principaux prédateurs de la perchaude adulte. Plus petite, elle a de nombreux prédateurs, y compris les individus de sa propre espèce de plus grande taille.
Une étude scientifique a constaté (1990) que cette espèce (comme la perche soleil et un siluridé autochtone, et comme les jeunes salmonidés) grandit plus et plus vite dans les réservoirs créés par les barrages de castors que dans un milieu comparable sans castors.

## Anatomie
Le corps de la perchaude est allongé et ovale. Sa longueur moyenne se situe entre 10 et 25 cm et elle pèse en moyenne entre 50 et 200 g. Ce poisson possède deux nageoires dorsales bien séparées. La première, située plus près de la tête, est épineuse (13 à 15 épines), haute et arrondie ; la seconde localisée à proximité de la nageoire caudale, est plus petite que la précédente ; elle possède une à deux épines suivies de douze à quinze rayons mous. La nageoire anale porte deux épines. Le bout des opercules se termine par une pointe piquante. Le pédoncule caudal est long et étroit ; la nageoire caudale est peu fourchue. Ses écailles sont bordées de petites épines. Les mâchoires sont munies de nombreuses petites dents.
La coloration de la perchaude varie selon sa taille et son habitat. Des barres noires en forme de V sur chaque côté du corps caractérisent ce poisson. Au nombre d’environ sept, elles débutent sur le dos du poisson pour se terminer sur le ventre. Le dos et la face dorsale de la tête varient du vert brillant au brun doré. Les nageoires pelvienne et anale sont ordinairement orange brillant. La coloration des mâles est plus intense que celle des femelles en période de frai.
Les écailles sont des cténoïdes, les opercules sont en grande partie nus, la poitrine et le ventre sont squameux, la ligne latérale est complète, haute et peu arquée. Le péritoine est argenté ; l’intestin est bien différencié, il existe 3 caeca pyloriques courts et épais. On dénombre 38 à 41 vertèbres et il n’existe pas de tubercules nuptiaux.

## Reproduction
La fraie de la perchaude a lieu tôt au printemps. Selon les régions et les conditions atmosphériques, la reproduction débute en mars pour se terminer en mai et même en juin. La température optimale pour la reproduction de la perchaude se situe entre 7,8 °C et 11,1 °C. Les adultes recherchent alors des eaux peu profondes pourvues de végétation. Les petits mâles accèdent aux frayères les premiers, les femelles suivent. La reproduction se déroule durant la nuit ou très tôt le matin. Elle a lieu, en général, à des endroits où il y a la présence de plantes submergées avec quelques tiges, racines, des branches et des broussailles. Chaque perchaude y accrochera son ruban d’œufs. À défaut de ces structures, ce poisson frayera sur le sable ou le gravier. Il ne construit pas de nids comme d’autres espèces de poissons. Il ne semble pas y avoir d’observations sur l’acte reproducteur lui-même, mais on croit qu’il n’implique qu’une seule grande femelle et plusieurs mâles qui vont et viennent en une file longue et compacte, les premiers mâles pressant leur museau contre la femelle. Chaque femelle gravide peut être suivie par quinze à vingt-cinq mâles; ils fertilisent les œufs lorsqu’ils sont relâchés. Le nombre d’œufs pondus varie entre 2 000 à 90 000 selon la taille de la femelle. Un œuf mesure environ 3,5 mm une fois gonflé d’eau. Ces œufs, à demi flottants, sont contenus dans un tube ou un cordon aplati, gélatineux et transparent, plié en accordéon. Certains cordons peuvent mesurer plus de 2 mètres de longueur par 4 cm de largeur. Les œufs ne reçoivent aucun soin de leurs parents, toutefois, ils contiendraient une substance qui décourage leur prédation par d’autres poissons.
L’incubation des œufs dure normalement de 8 à 10 jours; cependant, cette période peut atteindre près d’un mois lorsque la température de l’eau se situe autour de 8 °C. Les femelles croissent plus rapidement que les mâles. Elles dépassent rarement 36 cm de longueur. Leur poids n’excède presque jamais 500 grammes.
L’aération des œufs en incubation provient de l’eau circulant à travers le cordon. Lorsqu’ils éclosent, les jeunes larves mesurent environ 5 mm. Durant quelques jours, elles se nourrissent du contenu de leur sac vitellin et par la suite, elles mangent du plancton.
Les mâles peuvent atteindre la maturité sexuelle à l’âge de 1 à 2 ans et les femelles sont matures à 2 à 3 ans. Une perchaude vit en moyenne jusqu’à l’âge de 9 ans, l’âge maximal atteint est de 17 ans. La croissance est extrêmement variable et fortement influencée par le type d’habitat dans lequel elle vit. C'est un poisson à croissance lente, environ 2,5 cm annuellement.

## Économie
La perchaude occupe un vaste territoire et une grande variété d’habitats, vit en bancs et se rassemble près du rivage au printemps. Tous ces facteurs la rendent facilement accessible aux pêcheurs, tant commerciaux que sportifs. Se nourrissant activement à l’année longue, elle peut être pêchée aussi bien en été qu’en hiver (pêche sur glace par exemple). Ce percidé est capturé commercialement de l’Ohio à l’Alberta. Elle est aussi largement exploité dans le fleuve St-Laurent et les Grand lacs. Les prises dans le lac St Pierre au Québec atteint parfois quelques centaines de tonnes. On la vend à l’état frais ou congelé presque partout. Sa chair est blanche, floconneuse, délicieuse et populaire. Des restaurants spécialisés bordent les grands lacs et les pêcheurs commerciaux peuvent offrir 3 000 000 de livres annuellement. Elle a été une des espèces à être exploitée à la senne, dans les grands lacs, du milieu jusqu'à la fin des années 1800. La production, les débarquements commerciaux et les prix commandés par cette espèce dépendent de bien de facteurs, tels que la variation des classes d’âge, nombres de pêcheurs, présence ou absence de prédateurs et taux de croissance suivant la température et la nourriture. L’industrie de la perchaude est considérée comme la plus importante des Grands Lacs, bien que les pêcheries commerciales sont en déclin à peu près partout dans l’Est de  l’Amérique du Nord y compris celle du lac St Pierre. La cause serait la surexploitation du recrutement. Une pêche commerciale de cette espèce existe, principalement dans le réseau hydrographique du fleuve St-Laurent. C'est la principale pêcherie, sur le plan de la valeur monétaire, en Ontario.
La perchaude est reconnue comme relativement facile à pêcher. Sa chair, tendre, rappelle celle de la sole. Par contre, les gros spécimens se montrent beaucoup plus difficiles à pêcher et ils sont très convoités. C'est un poisson prisé dans certaines régions et considéré comme un indésirable dans d'autres cours d'eau, tels ceux où elle n'est pas native et où sa taille reste modeste. La population étant actuellement en déclin dans le lac Saint-Pierre, la pêche tant commerciale que sportive est sujette à un moratoire depuis 2012. Cette interdiction complète découle d'une chute des populations à la fin des années 1990. Cet évènement est causé par la perte d'habitats propice à la fraie et d'une diminution de la qualité de l'eau, lié directement à l'augmentation de l'agriculture traditionnelle (monoculture, mise à nue des sols à l'automne, ajout d'engrais et de pesticides, etc.) dans la zone littorale du lac Saint-Pierre. Une évaluation en 2019 des populations de perchaudes du lac Saint-Pierre ne démontrait aucune amélioration de la situation depuis 2016.

## Intérêts scientifiques
Dans le contexte de l’écotoxicologie des métaux, la perchaude apparaît comme l’espèce la plus pertinente, en effet, elle est particulièrement intéressante dans l’étude des effets des métaux dans les systèmes d’eau douce. Exposés à de l’eau contaminée, ces poissons accumulent les métaux (Kraemer et al. 2006). Elles se prêtent aussi aux études de toxicologie des métaux (Pierron et al. 2009) et permettent en général d’évaluer l’impact des métaux sur la santé des poissons (Gauthier et al. 2008).